# Peante
Na mitologia grega, Peante ou Peias foi um rei da cidade tessália de Melibeia. Sua esposa era Demonassa (mãe de Filoctetes), e seu filho foi o herói Filoctetes.
Listado entre os argonautas como filho de Táumaco, foi ele, em uma das versões, que matou o homem de bronze Talos com uma flechada no calcanhar (segundo outra versão, Talos foi morto por artimanhas de Medeia).
Segundo Pseudo-Apolodoro, ele pôs fogo na pira crematória de Héracles, recebendo seu arco por isso (em outras versões, quem põe fogo é seu filho Filoctetes).